# Massarina jasminicola
Massarina jasminicola är en svampart som beskrevs av T.S. Viswan. 1960. Massarina jasminicola ingår i släktet Massarina och familjen Massarinaceae.   Inga underarter finns listade i Catalogue of Life.